# Letalski ataše
Letalski ataše je ataše, ki deluje na področju vojnega letalstva in je podrejen obrambnemu atašeju.
Letalski ataše skrbi za vojaško sodelovanje med vojnima letalstvoma obeh držav, spremlja vojaški razvoj države gostiteljice, ...